# 皇家古老高爾夫俱樂部
皇家古老高爾夫俱樂部（英語：The Royal and Ancient Golf Club of St Andrews），位於英國蘇格蘭東海岸的市鎮聖安德魯斯，是全世界其中一個歷史最悠久、名聲最顯赫的高爾夫球會。它一直是高爾夫球的管理機構，至2004年其職權移交給新成立的機構The R&A。

## 歷史
俱樂部於1754年成立，當時叫做聖安德魯斯高爾夫球手協會（Society of St Andrews Golfers）。1834年，英國國王威廉四世成為它的贊助人，俱樂部正式改為現有的稱呼。1897年開始，俱樂部在往後的30年不斷將高爾夫球規範化，而它亦順理成章地成為高爾夫球的管理機構。

## 會員制度
俱樂部一直只有男性會員。2012年，時任英國首相的戈登·布朗及聖安德魯斯大學副校長路易絲·理查森，不約而同地要求俱樂部開放其政策。2014年9月18日，會員最終投票通過議案。2015年2月，安妮長公主及多名職業球手成為俱樂部的首批名譽女性會員。2015年，波納拉克夫人（Lady Bonallack）成為首個參與錦標賽事的女性會員。

## 錦標賽
以下是俱樂部所舉辦的賽事：
- 英國高爾夫球公開賽
- 英國高爾夫業餘賽（英语：The Amateur Championship）
- 英國長春公開賽（英语：Senior Open Championship）
- 沃爾克公開賽（英语：Walker Cup）
- 聖安德魯斯杯（英语：St Andrews Trophy）
- 雅克萊格利茲杯（英语：Jacques Léglise Trophy）

## 外部連結
维基共享资源上的相關多媒體資源：皇家古老高爾夫俱樂部
- R&A website, including the Rules and Decisions of Golf （页面存档备份，存于）
- Open Championship website （页面存档备份，存于）

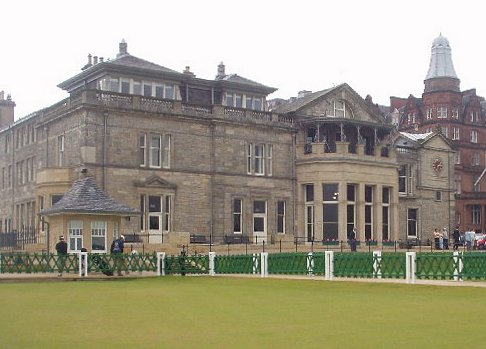
The R&A的會所大樓

- The history of The Royal and Ancient Golf Club of St Andrews （页面存档备份，存于）
- St. Andrews course images
- St Andrews Golf Blog - Information on golf in St Andrews and the surrounding area

56°20′37″N 2°48′10″W / 56.343565°N 2.802801°W